# أليك يتجوف
أليك يتجوف (بالأوكرانية: Олег Утгоф) هو ممثل بريطاني، ولد في 1 مارس 1986 بكييف في أوكرانيا.

## أعمال

### أفلام
- (2010) السائح[5][6]
- (2014) الشبح المجند[7]
- (2014) موردكاي[8]
- (2015) سان أندرياس[9][10][11]
- (2015) أمة مارقة[12]

## وصلات خارجية
- أليك يتجوف على موقع IMDb (الإنجليزية)
- أليك يتجوف على موقع ألو سيني (الفرنسية)
- أليك يتجوف على موقع أول موفي (الإنجليزية)
- أليك يتجوف على موقع قاعدة بيانات الأفلام السويدية (السويدية)
- أليك يتجوف على موقع قاعدة بيانات الفيلم (الإنجليزية)
- أليك يتجوف على موقع كينوبويسك (الروسية)